# Іліє Балач
Іліє Балач (рум. Ilie Balaci, 13 вересня 1956, Бістрец — 21 жовтня 2018, Крайова) — румунський футболіст, що грав на позиції півзахисника. Футболіст року в Румунії (1981, 1982).
12 з 15 сезонів своєї кар'єри Балач провів у «Університаті» (Крайова), взявши участь у більш ніж 300 офіційних іграх за клуб, виграв сім національних трофеїв. Отримав прізвисько Minunea blondă (укр. Біле диво) і вважався одним з найкращих румунських футболістів свого часу. Також грав за «Динамо» (Бухарест) та національну збірну Румунії.
По завершенні ігрової кар'єри — тренер. Працював насамперед успішно у Перській затоці та Північній Африці, вигравши низку місцевих титулів.

## Клубна кар'єра
Народився 13 вересня 1956 року в місті Бістрец. Вихованець футбольної школи клубу «Університатя» (Крайова). Він дебютував у першій команді в 1973 році, у віці 16 років, і виграв чемпіонський титул у своєму першому сезоні. Незабаром йому вдалося стати одним з наймолодших авторів голу в чемпіонатах Румунії. Балач провів 12 сезонів в «Університаті» і допоміг клубу виграти два чемпіонські титули поспіль у 1980 і 1981 роках. Він також чотири рази вигравав кубок Румунії — у 1977, 1978, 1981 і 1983 роках, а на міжнародній арені він допоміг команді вийти в півфінал Кубка УЄФА 1982/83. За цей час він був двічі визнаний футболістом року в Румунії у 1981 та 1982 роках.
У грудні 1982 року він підписав попередній контракт з італійським клубом «Мілан», але трансфер заблокувала румунська комуністична влада.

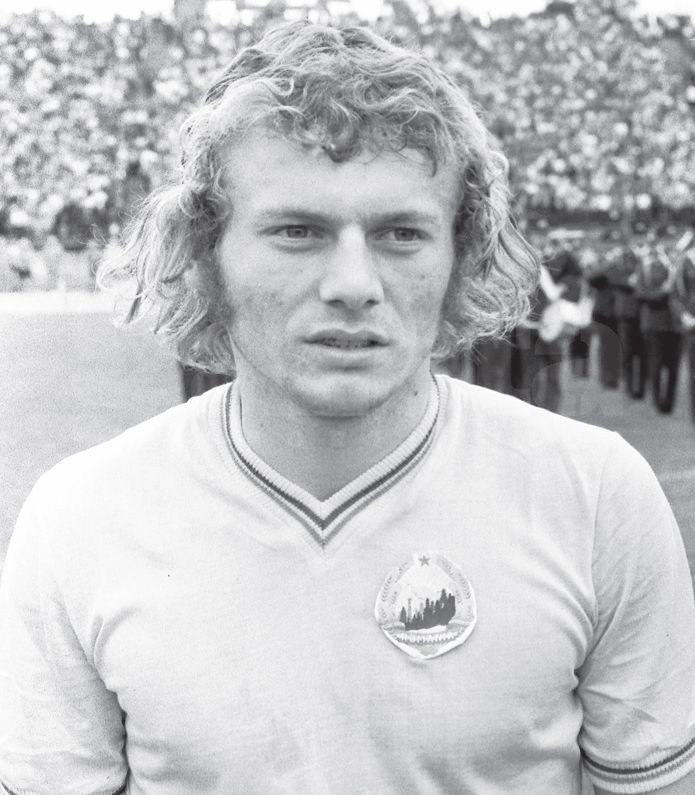
Іліє Балач під час виступів за збірну Румунії. 1970-ті роки.

1983 року Балач отримав дві важкі травми, після яких не зміг повернутись в основу клубу, тому восени 1984 року перейшов до складу середняка чемпіонату клубу «Олт Скорнічешті», де провів два сезони.
Перед сезоном 1986/87 він разом з колишнім товаришем по «Університаті» Родіоном Кеметару приєднався до «Динамо» (Бухарест) і провів у столичному клубі два сезони під керівництвом Мірчі Луческу. Однак Балач не виграв жодного трофея у складі клубу і після чергової травми коліна завершив ігрову кар'єру на найвищому рівні, але виходив на поле у складі друголігових команд «Пандурій» та «Дробета-Турну-Северин», де був граючим тренером. Всього у вищому румунському дивізіоні він зіграв 347 матчів, забивши 84 голи.

## Виступи за збірну
23 березня 1974 року дебютував в офіційних іграх у складі національної збірної Румунії в товариському матчі проти Франції (0:1) у віці 17 років.
У 1982—1983 роках був капітаном національної збірної у відбірковому циклі до Євро-1984, але через травму не зміг зіграти у фінальній частині турніру.
Загалом протягом кар'єри у національній команді, яка тривала 13 років, провів у її формі 65 матчів, забивши 8 голів.

## Кар'єра тренера
З 1991 року він тренував клуби в Північній Африці і на Близькому Сході, вигравши понад 22 національних і міжнародних трофеїв.
Спочатку у 1991 році він очолив туніський «Клуб Африкен», з яким виграв чемпіонат та Кубок Тунісу, а також Кубок африканських чемпіонів. Потім він тренував марокканський «Олімпік» (Касабланка), з яким двічі виграв арабський кубок володарів кубків. Потім він керував клубами з Близького Сходу: «Аль-Шабаб» (Дубай), «Аль-Наср» (Ер-Ріяд), «Аль-Хіляль» (Ер-Ріяд), «Аль-Айн» і «Аль-Садд», вигравши з цими командами чемпіонати і кубки ОАЕ, Саудівської Аравії і Катара відповідно.
У червні 2003 року він був призначений тренером «Аль-Аглі» (Дубай), з яким виграв Кубок президента ОАЕ, працював у клубі до січня 2005 року. Потім він перейшов в катарський клуб «Аль-Арабі» (Доха) на сезон 2005/06, після чого повернувся в «Аль-Шабаб», але в цей раз нічого не виграв.
У серпні 2007 року Балач був найнятий на посаду генерального менеджера «Університаті» (Крайова), яку до цього двічі очолював як тренер у 1998 та 2001 роках.
22 липня 2009 року Іліє був призначений головним тренером кувейтського клубу «Казма». З цією командою він дійшов до чвертьфіналу Кубка АФК 2010 року.
11 липня 2011 року він повернувся в Марокко, підписавши контракт з «Раджою», але у вересні був звільнений через конфлікт щодо фінансів. У «Раджі» його змінив Бертран Маршан.
4 червня 2013 року Балач підписав контракт з новачком саудівської Прем'єр-ліги клубом «Аль-Нахда» і допоміг клубу уникнути вильоту. У вересні 2013 року він був звільнений з посади тренера через невдалий початок нового сезону, клуб набрав всього одне очко в перших чотирьох матчах.
У квітні 2016 року обійняв посаду головного тренера в суданському клубі «Аль-Хіляль» (Омдурман). Балач був звільнений у вересні 2016 року, за три тури до кінця сезону, при цьому команда претендувала на чемпіонський титул. Балач заявив, що власники клубу не хотіли, щоб він увійшов в історію клубу як тренер, який привів команду до чемпіонства. В підсумку вже без румунського спеціаліста команда все ж виграла трофей.
У липні 2017 року Балач був представлений як новий головний тренер оманського клубу «Ас-Сувайк». Незважаючи на те, що команда лідирувала в чемпіонаті з 38 очками в 15 іграх, Балач вирішив розірвати свій контракт в березні 2018 року, за 12 ігор до кінця сезону.

## Титули і досягнення

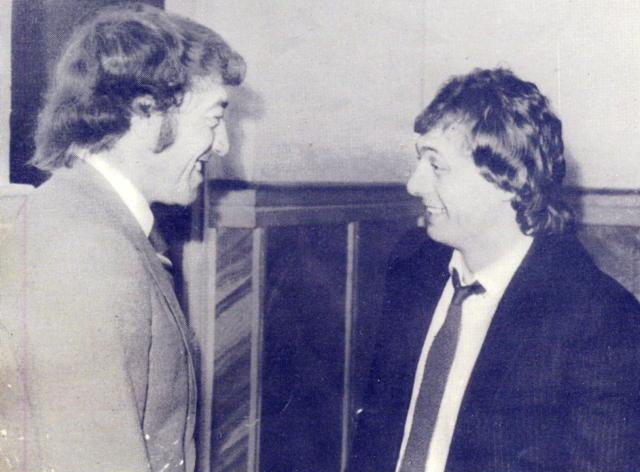
Іліє Балач (праворуч) з партнером по збірній Ніколае Добриним.

### Як гравця
- Чемпіон Румунії (3):

«Університатя» (Крайова): 1973/74, 1979/80, 1980/81
- Володар Кубка Румунії (4):

«Університатя» (Крайова): 1976/77, 1977/78, 1980/81, 1982/83

### Як тренера
«Клуб Африкен»
- Чемпіон Тунісу (1): 1992
- Володар Кубка Тунісу (1): 1992
- Володар Кубка африканських чемпіонів (1): 1991
- Володар арабського кубка кубків (2): 1993, 1994

«Олімпік» (Касабланка)
- Чемпіон Марокко (1): 1993/94
- Володар Кубка Марокко (1): 1993

«Аль-Шабаб» (Дубай)
- Чемпіон ОАЕ (1): 1994/95

«Аль-Наср» (Ер-Ріяд)
- Володар Клубного кубка чемпіонів Перської затоки: 1997

«Аль-Хіляль» (Ер-Ріяд)
- Чемпіон Саудівської Аравії: 1998
- Володар Кубка Саудівської Аравії: 2003
- Володар Суперкубка Азії: 2000
- Володар Клубного кубка чемпіонів Перської затоки: 1998

«Аль-Айн»
- Чемпіон ОАЕ (1): 1999/00
- Володар Кубка Президента ОАЕ (1): 1999

«Аль-Садд»
- Володар Кубка арабських чемпіонів (1): 2001

«Аль-Аглі» (Дубай)
- Володар Кубка Президента ОАЕ (1): 2004

### Особисті
- Футболіст року в Румунії: 1981, 1982

## Особисте життя
Балач стверджував, що народився 8 вересня 1956 року, але його батьки офіційно зареєстрували його тільки 13 вересня. У нього було дві дочки: старша Лорена була одружена з футболістом Ойгеном Тріке (розлучилися в 2015 році), а молодша Ліана-Габріела, професійна тенісистка, одружена з тенісистом Адріаном Унгуром.

## Смерть
Іліє Балач помер 21 жовтня 2018 року у віці 62 років, перебуваючи вдома в Крайові зі своєю матір'ю. Причиною смерті став інфаркт міокарда.